# 高棉民族主義
高棉民族主義，又称柬埔寨民族主義，是柬埔寨的一種民族主義形式，它稱高棉人（柬埔寨人）是一個民族，並促進高棉（柬埔寨）種族的文化統一。

柬埔寨國旗

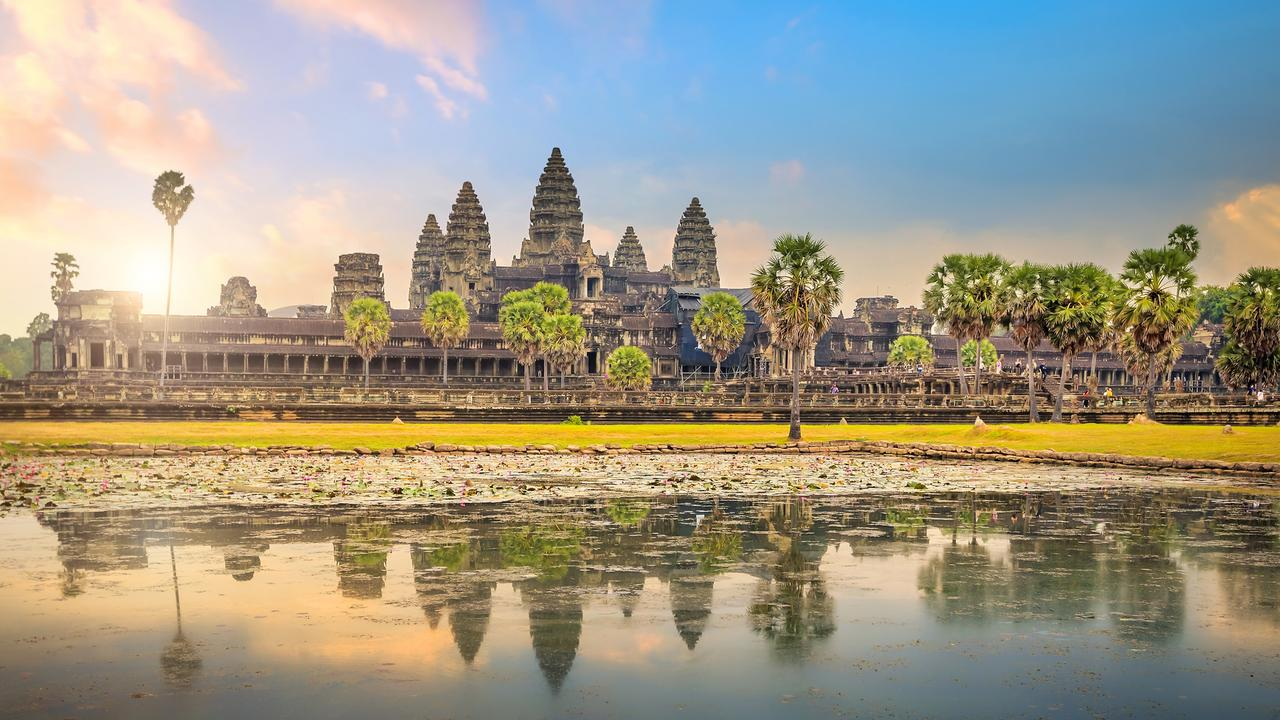
吳哥窟，高棉民族身份的卓越象徵

## 民族主義的出現
與越南不同，柬埔寨的民族主義在法國統治的大部分時間裡保持相對平靜，這主要是由於教育影響較小，這有助於識字率保持低水平並阻止了像在越南發生的民族主義運動。然而，在受過法國教育的柬埔寨精英中，西方的民主和自治思想以及法國對吳哥窟等古蹟的修復讓他們對柬埔寨過去曾經強大的地位產生了自豪感和意識。在教育方面，柬埔寨學生對越南少數民族享有更優待的地位也越來越不滿。1936 年，Son Ngoc Than 和 Pach Choeun 開始出版 Nagaravatta (Notre cité) 。這是一份法語反殖民報紙，有時甚至是反越南報紙。1940年在泰國的柬埔寨人中開始發展小型獨立運動，尤其是高棉獨立運動，他們擔心如果他們在自己的祖國開展活動，他們的行為會導致懲罰。

## 高棉民族主義與佛教
柬埔寨佛教在20世紀煽動高棉民族認同和獨立運動方面發揮了重要作用，導致柬埔寨獨立為一個主權國家。
法國“保護者”試圖將高棉人與他們對鄰近的上座部暹羅王國的文化忠誠分開，通過強調高棉語研究和高棉佛教研究來培養高棉人的認同感。他們在柬埔寨境內建立了巴利語學校，以阻止柬埔寨僧侶前往暹羅接受高等教育。這些高棉語學習中心成為柬埔寨民族主義的發源地。

## 大高棉主義

紅色高棉

紅色高棉領導人夢想復興一千年前的吳哥帝國，該帝國統治著今天泰國和越南的大部分地區。他們對越南南部發動軍事襲擊，屠殺了數千名手無寸鐵的村民。
1975年紅色高棉取得勝利後，他們的軍隊與越南軍隊之間立即發生了小規模衝突。1975年5月發生了許多事件。柬埔寨人對越南富國島和土珠群島發動襲擊，造成500多名平民死亡，並侵入越南邊境省份。5月下旬，大約在美國對西哈努克的煉油廠發動空襲的同時，在馬亞克斯號事件之後，越南軍隊佔領了柬埔寨的威島。根據越南共和國的說法，威島自18世紀以來一直是越南的一部分，該島於1939年根據法國殖民者的決定由柬埔寨行政管理。 越南自1976年以來就承認威島是柬埔寨的一部分，這一承認被視為越南維護與柬埔寨關係的善意標誌。

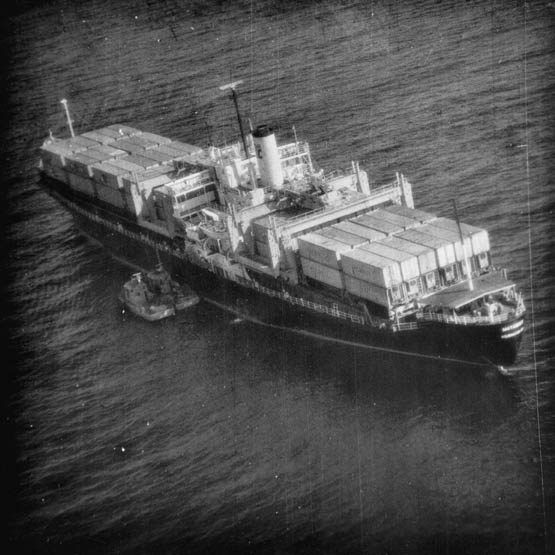
空中監視照片顯示在馬亞克斯號事件期間有兩艘紅色高棉砲艇

接下來的一個月，波爾布特、農謝和英薩利於5月秘密前往河內，在那裡他們提議兩國簽訂友好條約。在短期內，這成功地緩解了緊張局勢。儘管越南人於8月撤離了威島，但柬埔寨東北部邊境的事件仍在繼續。在金邊政權的慫恿下，數以千計的越南人也被趕出柬埔寨。
5月，柬埔寨和越南代表在金邊會面，以建立一個委員會來解決邊界分歧。越南人拒絕承認布雷維耶線——兩國在殖民時代劃定的海上邊界——談判破裂。
1977年，情況迅速惡化。紅色高棉軍隊襲擊了亞蘭附近泰國邊境地區的村莊，殘忍殺害泰國村民，包括婦女和兒童。老撾邊境也發生了事件。
大約在同一時間，越南邊境地區的村莊再次遭到襲擊。反過來，越南對柬埔寨發動了空襲。1978年4月18日至30日，柬埔寨軍隊在入侵越南安江省後，在越南西寧省實施了巴祝大屠殺，造成3,157名平民死亡。9月，邊境戰鬥造成多達1000名越南平民傷亡。接下來的一個月，越南人發起了一場涉及20,000人的反擊戰。
然而，越南國防部長武元甲將軍低估了紅色高棉的頑強，不得不在12月增派58,000人增援。1978年1月6日，武元甲的部隊開始有序撤離柬埔寨領土。 越南人顯然認為他們已經給柬埔寨人“上了一課”，但波爾布特宣稱這是一個比1975年4月17日（紅色高棉攻佔金邊）的勝利還要偉大的“勝利”。
面對日益增長的紅色高棉好戰情緒，越南領導人於1978年初決定支持內部抵抗波爾布特政權，結果東部地區成為叛亂的焦點。1978年5月，索平東區起義前夕，金邊電台宣布，如果每名柬埔寨士兵殺死30名越南人，則只需200萬軍隊即可消滅整個5000萬越南人口。金邊的領導層似乎怀揣著巨大的領土野心，即收復他們認為是高棉領土的湄公河三角洲地區的下柬埔寨。
5月起義後，紅色高棉對越南民族及其同情者的屠殺在東部地區愈演愈烈。11月，溫威領導了一場未成功的政變。現在越南領土上有數万名柬埔寨人和越南人流亡。

## 現在的柬埔寨
2018年，洪森和執政黨柬埔寨人民黨在2018年柬埔寨大選後贏得了國民議會全部125個席位，成為像大多數前法屬印度支那一樣的一黨專政的新時代。像柬埔寨一樣，人民黨存在高棉民族主義，它與金邊的諾羅敦·西哈莫尼國王一起，控制整個國家和人民。2020年6月，柬埔寨人民黨總部正式落成，面向全體柬埔寨公民。